# Géderlak
Géderlak est un village de Hongrie de 1 085 habitants situé à 110 km au sud de la capitale Budapest sur la rive gauche du Danube.